# ثعلبية ماجلانية
الثعلبية الماجلانية (باللاتينية: Alopecurus magellanicus Lam.) نوع نباتي عشبي من جنس الثعلبية، ينتمي إلى الفصيلة النجيلية.

## الموئل والانتشار
موطنها شمال أوروبا (روسيا والنرويج وبريطانيا).

## مرادفات
- الثعلبية الألبية (باللاتينية: Alopecurus alpinus)